# Fibryle
Fibryle czyli włókienka - występują w komórkach mięśniowych i nerwowych. W komórkach mięśniowych tworzą układy w postaci włókien kurczliwych tzw. miofibryle. Natomiast w układzie nerwowym tworzą włókna przewodzące tzw. neurofibryle.
Fibryle to również występujące naturalnie w przyrodzie włókna mineralne (azbest).

Przeczytaj ostrzeżenie dotyczące informacji medycznych i pokrewnych zamieszczonych w Wikipedii.